# The Gay
『The Gay』（ザ・ゲイ）は、東郷健が1981年に前身の『The ken』（1978年創刊）を改題して、リニューアル創刊したゲイ雑誌である。

## 概要
商業ゲイ雑誌の中では4番目の創刊であり、若年モデルが中心の誌面づくりに特徴があった。内容は、男性のヌードグラビア、ゲイ向け官能小説（ゲイポルノ小説）、ゲイに関連する様々な情報及び通信欄などで構成され、他誌にない特徴として有名人へのインタビューを掲載していた。また、東郷が代表を務めた雑民党機関誌でもあった。
別冊で『男男よ』のほか、男性ヌード写真集を刊行していた。
ゲイビデオ制作も行い、モデルの公開写真撮影会なども開催していた。
『The Ken』は雑民の会の発行、『The Gay』は発行がT.I.Y.出版または楽久企画、発売は噂の真相。

## 作品
- 別冊写真集
  - 『木村光男 メイヤング』
  - 『レズビアン セックス』（2号）
  - 『魔裸』（12号）
  - 『性楽』（13号）
  - 『性器の調べ』（14号、1984年発行）
  - 『声咬』（15号）
  - 『男根巡礼』（16号）
  - 『勃起』（17号）
  - 『ゲイの産可（サンカ）PartIII』（18号）など
- The Gay VIDEO
  - 『ペニスの履歴書』
  - 『たつ、いく』
  - 『男たちの濡れた時に』
  - 『もっともっと愛を』
  - 『愛の容力、マーラ』（各1時間,15000円）
  - 『Sex、Sex』（30分,7500円）など